# Fondation cardiologique Princesse Lilian
La Fondation cardiologique Princesse Lilian créée en 1958 par la princesse Lilian de Réthy (épouse du roi Léopold III de Belgique), a pour objectif d'offrir aux enfants atteints de malformations cardio-vasculaires (alors inopérables en Belgique), la possibilité de bénéficier d'interventions d'avant-garde, développées aux États-Unis. 
L’initiative de la princesse de Réthy a pour origine le succès de l'intervention chirurgicale subie par son fils Alexandre, l’année précédente ; il avait alors 15 ans.
La Fondation Cardiologique Princesse Lilian bénéficie, à partir de 1966, de l'aide d'hommes de sciences étrangers, réunis en un conseil scientifique international, pour orienter ses activités. Tout en aidant initialement des enfants et leur famille en vue d'une opération aux États-Unis, la Fondation suscite le développement en Belgique d'une chirurgie cardio-vasculaire de pointe. Elle étend son activité à de nombreux pays en Europe, Asie et Amérique latine. 
Une fois les besoins en chirurgie cardiaque satisfaits en Belgique, la Fondation se centre ensuite sur la communication scientifique et organise en Belgique des colloques de haut niveau sur des sujets d'actualité où la recherche fondamentale débouchait sur des applications cliniques. De 1974 à 1998, 23 symposium ont été organisés sous la présidence d'honneur de la princesse Lilian, parfois au domaine royal d'Argenteuil, initialement sur des sujets cardio-vasculaires et par la suite sur d'autres aspects de la pathologie humaine.
En 1989, deux prestigieuses institutions étrangères récompensent l'action de la princesse Lilian en faveur de la recherche médicale : le Royal College of Physicians de Londres l'accueille comme membre d'honneur et la Fondation Médicale Giovanni Lorenzini (Texas) lui décerne son prix annuel pour le progrès des sciences biomédicales.
La multiplication des communications scientifiques dans les congrès mondiaux et colloques spécialisés a suscité une nouvelle réorientation de la Fondation Cardiologique Princesse Lilian après le décès de sa fondatrice. Depuis 2004, elle subventionne une chaire de professeur visiteur permettant à un scientifique éminent d'interagir pendant une semaine avec de jeunes chercheurs belges à l'aube de leur carrière. 
Placée sous le haut patronage de la princesse Maria-Esméralda et du prince Alexandre (décédé en 2009), la Fondation Cardiologique Princesse Lilian est actuellement présidée par le ministre d'État belge Herman De Croo.